# Peter Mennigen
Peter Menningen est un scénariste de bande dessinée et romancier, né en 1952 à Bonn en Allemagne.
En 1993 et 1994, il écrit plusieurs histoires de Lucky Luke pour le marché allemand,, illustrées par le studio Ortega ; ces histoires sont ensuite traduites en français dans le mensuel Lucky Luke publié par Semic (8 numéros de juin 1994 à janvier 1995) puis recueillies en trois albums diffusés en 1995 dans les stations-essence Esso.
En 2008, il crée pour un feuilleton radiophonique le personnage de Malcolm Max (de), ensuite décliné en bande dessinée.

## Publications en français
- Lucky Luke, avec le studio Ortega, Lucky Productions pour Esso[3] :

1. Lucky Luke se marie ?!, 1995.
2. Mac chez les Indiens, 1995.
3. Un cheik au Far West, 1995.

- Malcolm Max, avec Ingo Römling (de), Delcourt :

1. Les Pilleurs de sépultures, 2020  (ISBN 9782413023999)[5],[6],[7].
2. Résurrection, 2021  (ISBN 9782413024002)[8],[9].
3. Projet Nightfall, 2022  (ISBN 9782413045786)[10],[11].